# Dante no es únicamente severo
Dante no es únicamente severo és considerada la pel·lícula manifest de l'Escola de Barcelona dirigida per Joaquim Jordà i Jacint Esteva l'any 1967. Forma part dels Bàsics del cinema català de la Filmoteca de Catalunya.
L'any 1966 es reuneixen a casa de Ricard Bofill: Joaquim Jordà, Jacint Esteva, Pere Portabella, Carles Durán i Gonzalo Suárez d'on sorgirà la idea de fer un projecte conjunt i realitzar 5 curtmetratges. D'aquests cinc només es conserven La Cenicienta d'Esteva i +x-(Más por menos) de Jordà. Tots dos van compartir equip tècnic i artístic, però havien rodat per separat. Es varen adonar que rodant una seqüència més podien ajuntar les peces i convertir-lo en llargmetratge. Aquest seria Dante no es únicamente severo.
El títol del film va ser escollit al atzar, van escriure en papers diversos possibles títols i va sortir aquest tret d'una frase d'un llibre d'Ilya Ehrenburg Gente, años, vida.
A Dante no es únicamente severo es destrueixen sistemàticament els nexes lògics entre dos esdeveniments consecutius. Allò absurd, imprevist o arbitrari es converteix en una nova pauta. Jordà i Esteva fan una burla a la lògica positivista que domina el cinema tradicional.

## Fitxa Tècnica
Producció: Filmscontacto
Directors: Joaquim Jordà, Jacint Esteva.
Directors generals de producció: Ricardo Muñoz Suay, Francisco Ruiz.
Cap de producció: Carlos Boué
Guió: Joaquim Jordà, Jacint Esteva.
Director de fotografia: Juan Amorós
Música: Marco Rossi, Eddy, Os Duques.
Muntatge: Juan Luis Oliver, Juan Quadreny.
Ajudant de muntatge: Susana Lemoine
Ajudant de direcció: Carlos Durán
Secretària de rodatge: Annie Settimó
Operador: Juan Amorós
Ajudant de càmera: Ricardo Albiñana
Foto fixa: Colita, Maspons-Ubiña.
Tècnic de so: Miguel Sangenís
Vestuari: Orplans, André, Carmen Mir
Maquillatge: E. Aspachs
Perruqueria: Emilia Fernández-Cid
Intèrprets: Serena Vergano, Enrique Irazoqui, Romy, Susan Holmqvist, Hannie van Zantwyck, Joaquín Jordá, Jaime Picas, Luis Ciges, Julian Mateos
Distribució: Cidensa
Estrena: Barcelona: Estudio Atenas 10/11/1967 Madrid: Rosales 01/10/1968
Durada: 78 min